# Rudolf Wolf (Typograf)
Rudolf Wolf (* 2. Januar 1895  in Hechingen; † 7. September 1942 in Frankfurt am Main) war ein deutscher Typograph und Lehrer.
Rudolf Wolf studierte und promovierte an der Universität Frankfurt. Von 1922 bis 1942 arbeitete Wolf in der Schriftgießerei D. Stempel AG in Frankfurt am Main als Chef der Werbeabteilung. Er entwickelte 1930 die Schriftfamilie Memphis, ursprünglich als Werbeschrift. In einer Abwandlung ist zum Beispiel der Titel der Frankfurter Rundschau an dieser Schriftart orientiert. Die Originalsatz der Schrift ist im Linotype-Archiv hinterlegt und wird von der Firma vertrieben.

## Publikationen
- „Fraktur und Antiqua“, Frankfurt am Main 1934.